# Lawrie Hodgson
Lawrie Hodgson (19 tháng 1 năm 1917 – 18 tháng 2 năm 1980) là một cầu thủ bóng đá người Anh, từng thi đấu ở vị trí hậu vệ tại Football League cho Tranmere Rovers.